# Vladislav Mukhamedov
Vladislav Mukhamedov (tiếng Belarus: Уладзіслаў Мухамедаў; tiếng Nga: Владислав Мухамедов; sinh 4 tháng 1 năm 1998) là một cầu thủ bóng đá Belarus. Tính đến năm 2017, anh thi đấu cho BATE Borisov.

## Danh hiệu
BATE Borisov
- Vô địch Giải bóng đá ngoại hạng Belarus: 2017